# Колонна герцога Йоркского
Колонна герцога Йоркского (англ. The Duke of York Column) — памятник в столице Великобритании Лондоне, установленный в честь принца Фредерика, герцога Йоркского, второго сына короля Георга III. Архитектор Бенджамин Дин Уайетт (англ. Benjamin Dean Wyatt). Памятник расположен на участке Риджент-стрит, известном как Ватерлоо-Плейс и Сады (англ. Waterloo Place and Gardens), примыкает к созданной для торжественных церемоний улице Мэлл, между двумя террасами Carlton House Terrace. Три широких лестничных марша, ведущих к Мэлл, известны как лестница герцога Йоркского. Возведение колонны было завершено в декабре 1832 года, а статуя герцога Йоркского работы сэра Ричарда Уэстмакотта была поднята на её вершину 10 апреля 1834 года.

## История
Принц Фредерик, герцог Йоркский и Олбани, был главнокомандующим во время французских революционных войн и возглавил реформу британской армии, превратившей её в современную боеспособную силу, позволившую в итоге одолеть Наполеона. В народной памяти герцог сохраняется во многом благодаря детскому стишку «Великий старый герцог Йоркский» (англ. The Grand Old Duke of York). После его смерти в 1827 году вся британская армия по предложению старших офицеров отказалась от однодневной заработной платы, чтобы собрать необходимую сумму для возведения памятника герцогу. Когда сумма подписки на памятник герцогу достигла 21 тысячи фунтов стерлингов, комитет, курирующий проект, попросил ряд архитекторов представить предложения, и в декабре 1830 года был выбран проект Бенджамина Дина Уайетта.

## Описание
Памятник представляет собой колонну тосканского ордера. Для её изготовления был выбран шотландский гранит из Абердиншира; светло-серый гранит использовался для постамента, голубовато-серый — для стилобата и розовый гранит  — для ствола колонны. Венчает колонну абака со стальными перилами, окружающими круглый постамент, на котором установлена бронзовая статуя герцога, одетого в мантию рыцарей Подвязки, работы сэра Ричарда Уэстмакотта. Статуя чуть более чем в два раза превышает натуральную человеческую величину и весит 16 840 фунтов (7640 кг). Памятник был установлен на вершине колонны 8 апреля 1834 года.
Общая высота памятника — 137,9 футов (42 м). Статуя обращена на юго-юго-восток; с его основания открывается вид на Мэлл и Сент-Джеймский парк. Внутри колонны находится винтовая лестница из 168 ступеней, освещенная узкими проемами, ведущая на верхнюю смотровую площадку. Учитывая небольшую, хрупкую платформу и возможные повреждения колонны из-за большой популярности подъёма к её вершине, подъём был закрыт для публики.
Общий архитектурный ансамбль места установки колонны и ведущих к нему монументальных лестничных пролётов был спроектирован архитектором Джоном Нэшем как южная оконечность его Via Triumphalis, тянущегося от Риджентс-парка до Вестминстера, задуманного и в основном реализованного в 1815–1820 годах. Дома на Carlton House Terrace пользовались популярностью среди британской знати и политиков, среди которых был и Уильям Гладстон. Ансамбль колонны и окружающей застройки отнесены к памятникам архитектуры Соединённого Королевства I класса, дома на террасе описываются Комиссией по историческим зданиям и памятникам Англии, как «монументально роскошные».